# Contrabajo

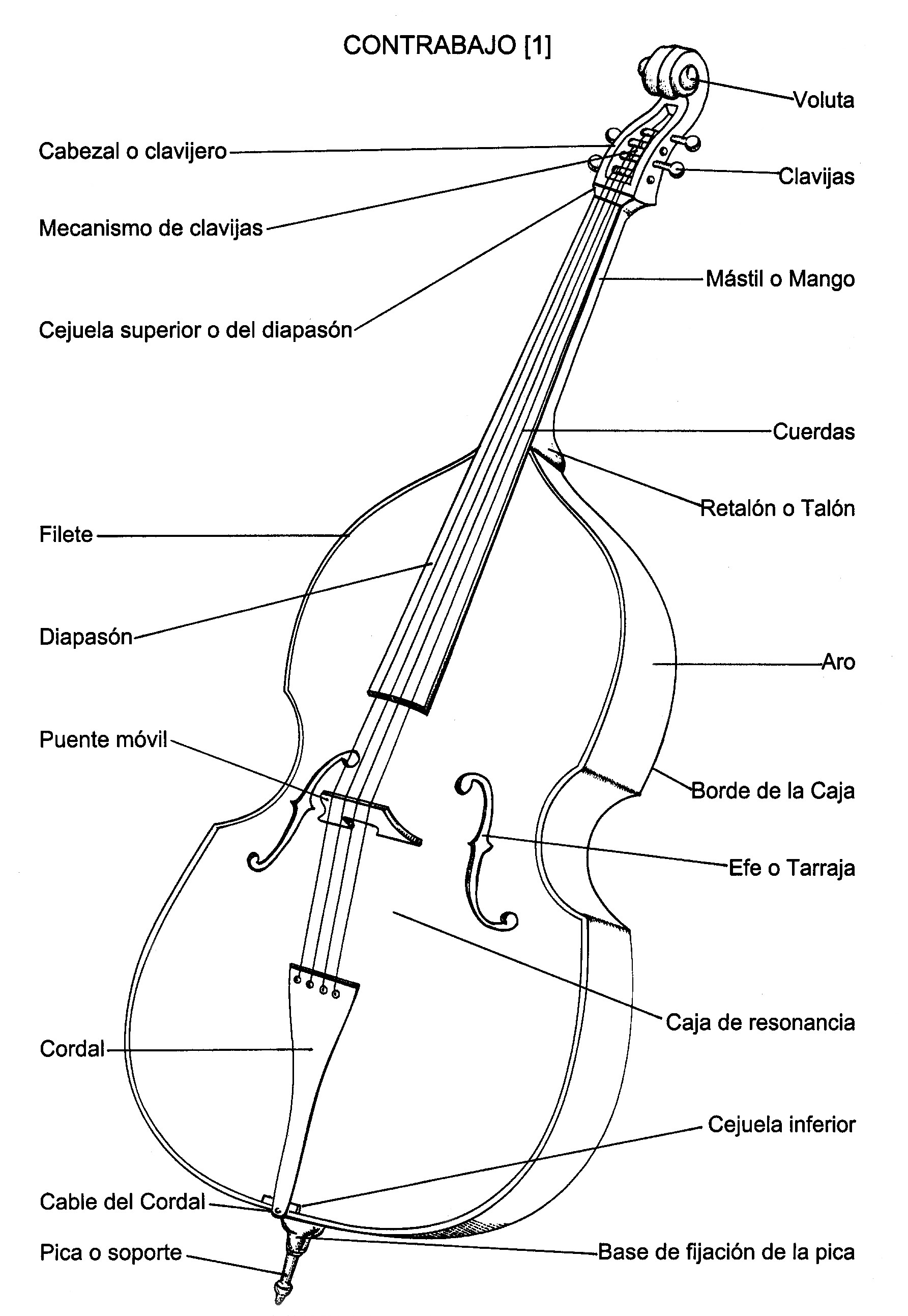
Partes del contrabajo.

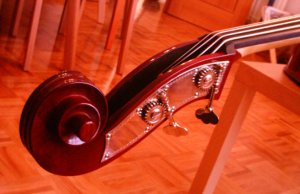
Clavijero

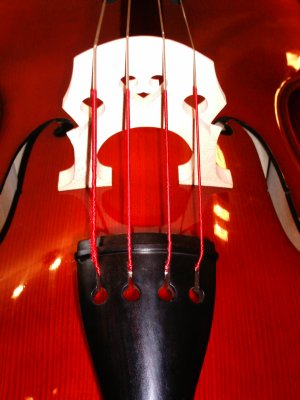
Puente y cordal

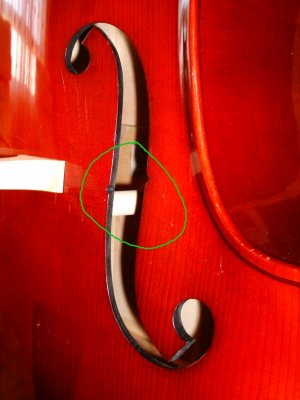
Detalle del alma

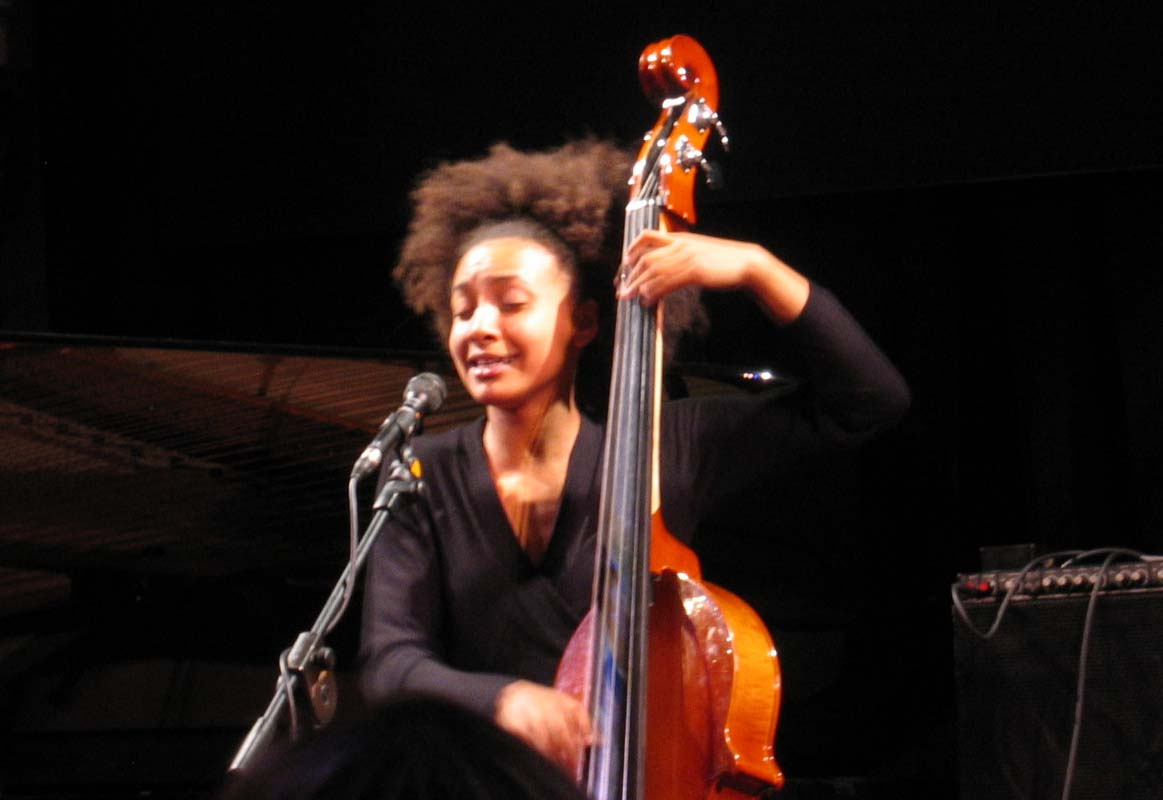
Esperanza Spalding

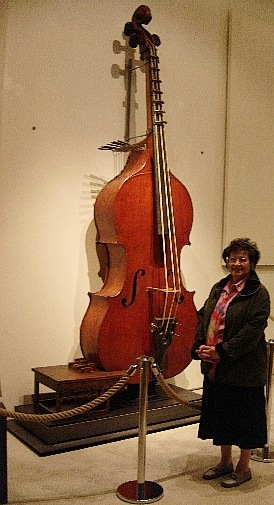
Octabajo

El contrabajo es un instrumento musical de cuerda frotada o pulsada de tesitura grave. Suele tener cuatro cuerdas. El músico que toca el contrabajo recibe el nombre de contrabajista, y se toca con un arco grande. Está compuesto de una caja  de resonancia en forma de 8 grande con un mástil largo con clavijas.
En otros instrumentos de la familia del contrabajo, como el violín, la viola, el violonchelo y el octabajo, las cuerdas se afinan por quintas ascendentes. En el contrabajo se afinan por cuartas ascendentes: mi-la-re-sol.

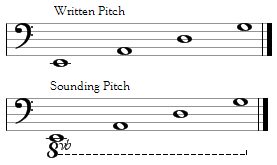
Arriba: escritura. Abajo: sonido real.

También los hay de tres cuerdas y de cinco. En los de tres, la más grave suele afinarse en la o en sol; en los de cinco, en un do o un si más grave que la cuarta.

## Descripción
Es el segundo mayor y más grave de los instrumentos cordófonos. El más grave de todos es el octabajo, que da sonidos dos octavas más graves aún. 
Por razón de su tesitura grave, hasta tiempos relativamente recientes muy pocas veces se usaba el contrabajo como solista. El primer contrabajista virtuoso fue Domenico Dragonetti; el segundo, Giovanni Bottesini.
El sonido del contrabajo se produce por la vibración de las cuerdas al ser frotadas con un arco, aunque puede también producirse pulsándolas con las yemas de los dedos, al modo del bajo eléctrico o el tololoche, técnica que recibe el nombre de pizzicato o pellizco.
Se toca apoyándolo en el suelo igual que el violonchelo, pero a diferencia de aquel, que se toca sentado y tiene un puntal para apoyarse, el contrabajo se suele tocar de pie, dado su mayor tamaño.

### Historia
Los orígenes del contrabajo se remontan al siglo XVI, época en la que ya existía un instrumento llamado violone, del cual parece derivar. Sin embargo, hasta el siglo XVII no adoptó la forma y las características actuales, una combinación de elementos propios del violín y de la viola da gamba. También durante ese siglo se incorporó definitivamente a la orquesta, en la que desempeñaba un papel secundario; se limitaba a reforzar la parte del violonchelo. Las dificultades de la interpretación derivadas de su gran envergadura limitaron su salto a los escenarios. A pesar de todo, a finales del siglo XVIII y durante todo el siglo siguiente algunos compositores depositaron su confianza en el instrumento, que se fue ganando el respeto de músicos y del público. Hubo que esperar a la segunda mitad del siglo XX para asistir al verdadero auge del contrabajo de la mano de instrumentistas, pedagogos y, sobre todo, del jazz, que brindó la oportunidad de lucirse en solitario y posibilitó la adopción de nuevas técnicas interpretativas.

### Origen
El origen del contrabajo, el mayor miembro de la familia de la cuerda frotada, ha suscitado enardecidas discusiones entre los expertos. No existe unanimidad cuando se trata de decidir de qué instrumento deriva, aunque sí está claro que a partir del siglo XVIII adquirió entidad propia dentro del grupo de las cuerdas. Sin embargo, su emancipación en el ámbito musical puede considerarse ciertamente tardía en relación con otros instrumentos. Quizá todo ello se deba al hecho que, inicialmente, forma, tamaño, afinación y arco –es decir, los rasgos que lo definían- eran variables. La viola da gamba, la silueta del violonchelo o la característica forma de pera constituían algunos de los modelos tipo en los que los luthiers se inspiraban para su construcción. El contrabajo puede definirse como el quinto instrumento más grave de la familia de los violines, aunque presenta notables diferencias en relación con ellos.
Su origen se remonta al siglo XVI y fue una evolución de la viola da gamba y del violone bajo. Su gran tamaño, por aquel entonces mayor que el actual, lo dejó al margen del cuarteto de cuerda, formado por dos violines, una viola y un violonchelo. Hay quien afirma que el contrabajo no puede considerarse un verdadero miembro de la familia del violín. Y es que a finales del siglo XV su forma era la del violone a corde, el miembro más grande de la familia de la viola, que tenía unas dieciséis cuerdas. A mediados del siglo siguiente, un intermedio florentino compuesto por Stiggio y Corteggia dedicaba una de sus partes a un «sotto basso di viola», sin que pueda afirmarse si se trataba de un solo de contrabajo de viola da braccio o de viola da gamba.
A principios del siglo XVII, el musicólogo Michael Praetorius describió un instrumento de cinco cuerdas llamado violone. También conocido como contrabajo de viola da gamba o contrabajo de violón, parece ser el antecedente inmediato del contrabajo actual. La afinación de este enorme prototipo, que medía más de dos metros, era similar a la del contrabajo actual. Los sonidos que producía eran una octava inferior a los que el intérprete leía en la partitura, particularidad que se ha mantenido hasta hoy.
Así pues, puede afirmarse que el contrabajo deriva de una combinación de elementos propios del violín y de la viola da gamba. Del primero conserva, entre otros, las características aberturas de resonancia en forma de “f”, la inclinación hacia atrás del mango, el número de cuerdas generalmente cuatro y la terminación en voluta del clavijero. De la viola da gamba, el contrabajo ha heredado el cuerpo con ángulos discretos, el adelgazamiento central y los hombros caídos.
Las características físicas que ha presentado históricamente el contrabajo no se reducen únicamente a las propias de la evolución temporal. Su procedencia geográfica ha marcado la existencia de diversos modelos que todavía perviven. En general, puede afirmarse que en Alemania se adaptó la silueta de la viola a la construcción del contrabajo. El resultado fue un instrumento con los hombros del casco sesgados y el fondo plano. En Italia, en cambio, se construyeron numerosos ejemplares con esquinas propias del violín y fondo curvo, a pesar de que siguió manteniendo la silueta de las violas. Los contrabajos de los siglos XVI y XVII poseían habitualmente cuatro o cinco cuerdas, aunque en ocasiones podían llegar a tener seis. No fue hasta mediados del XVIII, en que finalmente se estableció la afinación por cuartas, que el contrabajo sucedió de forma definitiva a los violones y violas da gambas. A pesar de ello, los compositores no le prestaron demasiada atención durante esos siglos y en muchas obras, como las sinfonías (hasta mediados del clasicismo), se limitaba a imitar la parte del chelo, doblándola a la octava grave. Su gran tamaño, así como las gruesas cuerdas de tripa, lo hacían poco manejable. Estas cuerdas daban un sonido profundo y estaban enrolladas en el clavijero, que entonces era de madera de ébano. Posteriormente, la inclusión de cuerdas más finas hizo posible la reducción del cuerpo del instrumento y, por consiguiente, facilitó la interpretación.
La situación del contrabajo en el ámbito musical del siglo XVIII distaba mucho de ser satisfactoria. Esta agonía se prolongó hasta la entrada en escena de Domenico Dragonetti (1763-1846), que promovió su inclusión definitiva en la orquesta y se convirtió en el primer virtuoso. Pese a sus enormes logros, el italiano no consiguió ver en vida cómo el contrabajo se independizaba progresivamente del chelo en las composiciones para orquesta, aunque sí pudo asistir a la proliferación de sonatas, dúos y tríos específicos para contrabajo (Dúo para viola y contrabajo de Sperger, Trío para violín, viola y contrabajo de Haydn).
Durante los siglos XVIII y XIX el instrumento ganó notoriedad en los salones de conciertos de las principales capitales europeas y pasó a ocupar definitivamente un lugar destacado en el ámbito musical gracias a las innovaciones en la orquestación llevadas a cabo por Beethoven, Wagner, Chaikovski, cuyas composiciones le concedieron un mayor lirismo a este instrumento. En 1839, Achile Gouffe llevó el contrabajo a la Ópera de París, escribió el primer método para el instrumento, cuyo número de cuerdas se había fijado en cuatro, e introdujo notables innovaciones tanto en el contrabajo propiamente dicho como en la forma del arco.
En los siglos XVIII y XIX coexistieron tres bajos de cuerda (a menudo afinados en la (segunda), re (tercera) y sol (tercera)), que sobreviven en la música folclórica de la Europa del este. Los antiguos bajos de los siglos XVI y XVII tenían cuatro o cinco cuerdas (excepcionalmente seis). Las orquestas de baile modernas añaden una cuerda aguda a los contrabajos, afinada en do (tercera). Hasta el siglo XIX los contrabajistas usaron arcos con la vara curvada hacia afuera en relación con el encordado; mucho después de que fuera normal el arco curvado hacia adentro en el violín, la viola y el violonchelo. El arco antiguo sigue en uso junto a los arcos modernos desarrollados en el siglo XIX. Entre los virtuosos del contrabajo debemos incluir al italiano Domenico Dragonetti, autor de conciertos, sonatas y diversas reducciones para el instrumento; Giovanni Bottesini, el virtuoso por excelencia del contrabajo; al director ruso Sergei Koussevitzky, que también ha escrito para contrabajo; y al contrabajista de jazz estadounidense Charles Mingus.

## Diseño

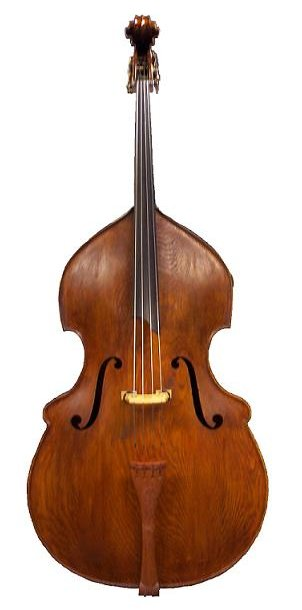
Ejemplo de contrabajo con forma de Busetto: remake de un Matthias Klotz (1700) por Rumano Solano

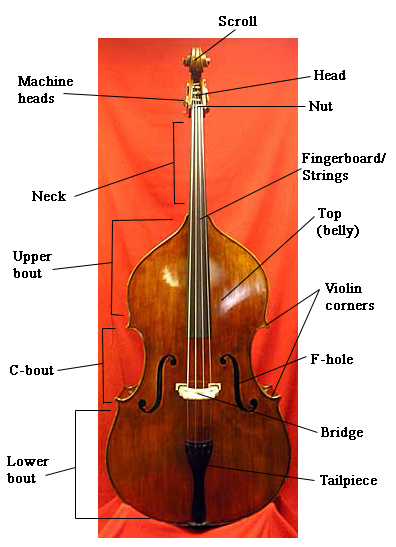
Partes principales del contrabajo

En general, hay dos enfoques principales para la forma del esquema de diseño del contrabajo: la forma de violín (mostrada en la imagen etiquetada en la sección de construcción); y la forma de viola da gamba (mostrada en la imagen de cabecera de este artículo). También se puede encontrar un tercer diseño menos común, llamado forma de busetto, así como la aún más rara forma de guitarra o pera. El fondo del instrumento puede variar desde un fondo redondo y tallado, similar al del violín, hasta un fondo plano y anguloso, similar a la familia de las violas.
El contrabajo cuenta con muchas partes que son similares a los miembros de la familia del violín, incluyendo un puente de madera tallado para soportar las cuerdas, dos aberturas acústicas en forma de f, un cordal en el que se insertan las puntas de las cuerdas (con el cordal anclado alrededor del soporte de la clavija), una voluta ornamental cerca del clavijero, una cejilla con ranuras para cada cuerda en la unión del diapasón y el clavijero y un robusto y grueso poste de sonido, que transmite las vibraciones desde la parte superior del instrumento al cuerpo hueco y soporta la presión de la tensión de las cuerdas. A diferencia del resto de la familia del violín, el contrabajo sigue reflejando influencias de la familia de instrumentos de la viola, en particular del violone, el miembro más grave y más grande de la familia de la viola, y puede considerarse parcialmente derivado de ella. Por ejemplo, el bajo está afinado en cuartas, como una viola, en lugar de en quintas, que es el estándar en el grupo del violín. Además, observe que los "hombros" se unen al mástil en una curva, en lugar del ángulo agudo que se observa en los violines. Al igual que los demás instrumentos de la familia del violín y la viola que se tocan con un arco (y a diferencia de los instrumentos de púa o de cuerda como la guitarra), el puente del contrabajo tiene una forma curva en forma de arco. Esto se debe a que, en los instrumentos de arco, el intérprete debe poder tocar cada una de las cuerdas. Si el contrabajo tuviera un puente plano, sería imposible tocar las cuerdas La y Re individualmente.
El contrabajo también se diferencia de los miembros de la familia del violín en que los hombros suelen estar inclinados y la parte trasera a menudo es angular (ambos para permitir un acceso más fácil al instrumento, especialmente en el rango superior). [Siempre se colocan afinadores de máquina, en contraste con el resto de la familia de los violines, donde las clavijas de fricción de madera tradicionales siguen siendo el principal medio de afinación. La falta de estandarización en el diseño significa que un contrabajo puede sonar y parecer muy diferente de otro.

### Construcción
El contrabajo es lo más parecido a los violines en cuanto a su construcción, pero tiene algunas similitudes notables con el violone ("viola grande"), el miembro más grande y de menor tono de la familia de las violas. Sin embargo, a diferencia del violone, el diapasón del contrabajo no posee trastes, y el contrabajo tiene menos cuerdas (el violone, como la mayoría de las violas, generalmente tenía seis cuerdas, aunque algunos ejemplares tenían cinco o cuatro). El diapasón es de ébano en los instrumentos de alta calidad; en los instrumentos de estudiante menos caros, se pueden utilizar otras maderas y luego pintarlas o teñirlas de negro (un proceso llamado "ebonizado"). El diapasón está curvado por la misma razón que el puente: si el diapasón y el puente fueran planos, el bajista no podría inclinar las dos cuerdas interiores individualmente. Al utilizar un puente y un diapasón curvados, el bajista puede alinear el arco con cualquiera de las cuatro cuerdas y tocarlas individualmente. A diferencia del violín y la viola, pero al igual que el violonchelo, el diapasón del bajo está algo aplanado por debajo de la cuerda Mi (la cuerda Do en el violonchelo), esto se conoce comúnmente como un Romberg. La gran mayoría de los diapasones no pueden ser ajustados por el intérprete; cualquier ajuste debe ser realizado por un lutier. Un número muy reducido de bajos caros para profesionales tienen diapasones ajustables, en los que se puede utilizar un mecanismo de tornillo para subir o bajar la altura del diapasón.
Una distinción importante entre el contrabajo y otros miembros de la familia del violín es la construcción del clavijero y el mecanismo de afinación. Mientras que el violín, la viola y el violonchelo utilizan clavijas de fricción para los ajustes de afinación (apretar y aflojar la tensión de la cuerda para subir o bajar el tono), el contrabajo tiene clavijas metálicas y engranajes. Uno de los problemas de las clavijas es que la fricción entre la clavija de madera y el agujero de la clavija puede ser insuficiente para mantener la clavija en su lugar, especialmente si el agujero de la clavija se desgasta y se agranda. La llave del afinador de un contrabajo hace girar un tornillo sin fin de metal, que acciona un engranaje de tornillo sin fin que enrolla la cuerda. Al girar la llave en una dirección, la cuerda se tensa (lo que eleva su tono); al girar la llave en la dirección opuesta, se reduce la tensión de la cuerda (lo que reduce su tono). Aunque este desarrollo hace innecesarios los afinadores finos en el cordal (importantes para los violinistas, violas y violonchelos, ya que sus instrumentos utilizan clavijas de fricción para los ajustes de afinación más importantes), un número muy reducido de bajistas los utilizan. Una de las razones para utilizar afinadores finos en el bajo es que, en el caso de los instrumentos con la extensión del Do grave, el sistema de poleas para la cuerda larga puede no transferir eficazmente los giros de la llave en cambios de tensión/afinación de la cuerda. En la base del contrabajo hay una varilla metálica con un extremo con púas o goma llamada endpin, que se apoya en el suelo. Este endpin suele ser más grueso y robusto que el de un violonchelo, debido a la mayor masa del instrumento.
Los materiales más utilizados en la construcción de contrabajos totalmente tallados (el tipo utilizado por los bajistas profesionales de orquesta y solistas) son arce (fondo, mástil, costillas), abeto (tapa) y ébano (diapasón, cordal). El cordal puede estar hecho de otros tipos de madera o de materiales que no sean de madera. Los bajos menos caros suelen estar construidos con tapas, fondos y costillas de laminado (contrachapado), o son modelos híbridos producidos con fondos y lados laminados y tapas de madera maciza tallada. Algunos bajos de precio bajo y medio de la época de 2010 están hechos de sauce, los modelos para estudiantes construidos con fibra de vidrio se produjeron a mediados del siglo XX, y algunos bajos (normalmente bastante caros) se han construido con fibra de carbono.

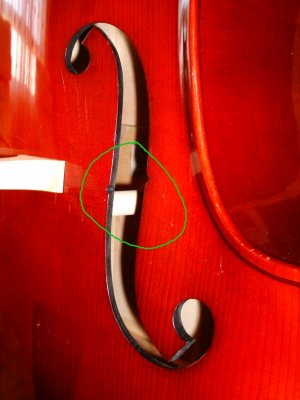
Esta foto muestra el grueso poste de sonido de un contrabajo (marcado con un círculo verde)

Los bajos laminados (de madera contrachapada), que se utilizan ampliamente en las escuelas de música, orquestas juveniles, y en entornos de música popular y folclórica (incluyendo rockabilly, psychobilly, blues, etc.), son muy resistentes a la humedad y al calor, así como al abuso físico que pueden encontrar en un entorno escolar (o, para los músicos de blues y folclore, a los peligros de las giras y las actuaciones en bares). Otra opción es el bajo de cuerpo híbrido, que tiene un fondo laminado y una tapa de madera tallada o maciza. Es menos costoso y algo menos frágil (al menos en lo que respecta a su parte trasera) que un bajo totalmente tallado.
El poste de sonido y la barra de bajo son componentes de la construcción interna. Todas las partes de un contrabajo están pegadas entre sí, excepto la columna de sonido, el puente y el cordal, que se mantienen en su sitio gracias a la tensión de las cuerdas (aunque la columna de sonido suele permanecer en su sitio cuando se aflojan o se quitan las cuerdas del instrumento, siempre que el bajo se mantenga sobre su parte trasera. Algunos lauderos recomiendan cambiar solo una cuerda a la vez para reducir el riesgo de que el mástil se caiga). Si la columna de sonido se cae, se necesita un lutier para volver a colocar la columna de sonido en su posición, ya que debe hacerse con herramientas insertadas en los agujeros en forma de fa; además, la colocación exacta de la columna de sonido bajo el puente es esencial para que el instrumento suene mejor. Los puentes básicos se tallan a partir de una sola pieza de madera, que se adapta a la forma de la tapa de cada instrumento. Los puentes más baratos de los instrumentos para estudiantes pueden personalizarse simplemente lijando las patas para que coincidan con la forma de la tapa del instrumento. Un puente en un instrumento de un bajista profesional puede ser tallado por un lutier.
Los bajistas profesionales suelen tener puentes ajustables, que tienen un mecanismo de tornillo metálico. Esto permite al bajista subir o bajar la altura de las cuerdas para adaptarse a los cambios de humedad o temperatura.  Los clavijeros metálicos se fijan a los lados del clavijero con tornillos metálicos. Mientras que los mecanismos de afinación generalmente difieren de los instrumentos de cuerda orquestales más agudos, algunos bajos tienen clavijas de afinación no funcionales que sobresalen del lado del clavijero, a imitación de las clavijas de afinación de un violonchelo o un violín.
Los fabricantes de contrabajos famosos proceden de todo el mundo y suelen representar características nacionales variadas. Los instrumentos más buscados (y caros) proceden de Italia e incluyen los bajos fabricados por Giovanni Paolo Maggini, Gasparo da Salò, la familia Testore (Carlo Antonio, Carlo Giuseppe, Gennaro, Giovanni, Paulo Antonio), Celestino Puolotti y Matteo Goffriller. Los bajos franceses e ingleses de fabricantes famosos también son buscados por los jugadores.

#### Instrumentos de viaje
A partir de 2010, varios fabricantes hacen instrumentos de viaje, que son contrabajos que tienen características que reducen el tamaño del instrumento para que el instrumento cumpla con los requisitos de las aerolíneas. Los bajos de viaje están diseñados para los músicos de gira. Un tipo de bajo de viaje tiene un cuerpo mucho más pequeño de lo normal, pero conserva todas las características necesarias para tocar. Aunque estos instrumentos de cuerpo más pequeño parecen similares a los bajos verticales eléctricos, la diferencia es que los bajos de viaje de cuerpo pequeño siguen teniendo una cámara acústica hueca bastante grande, mientras que muchos EUB son de cuerpo sólido, o solo tienen una pequeña cámara hueca. Un segundo tipo de bajo de viaje tiene un mástil abatible o desmontable y un cuerpo de tamaño normal. El mástil abatible o desmontable hace que el instrumento sea más pequeño cuando se embala para su transporte.

### Cuerdas

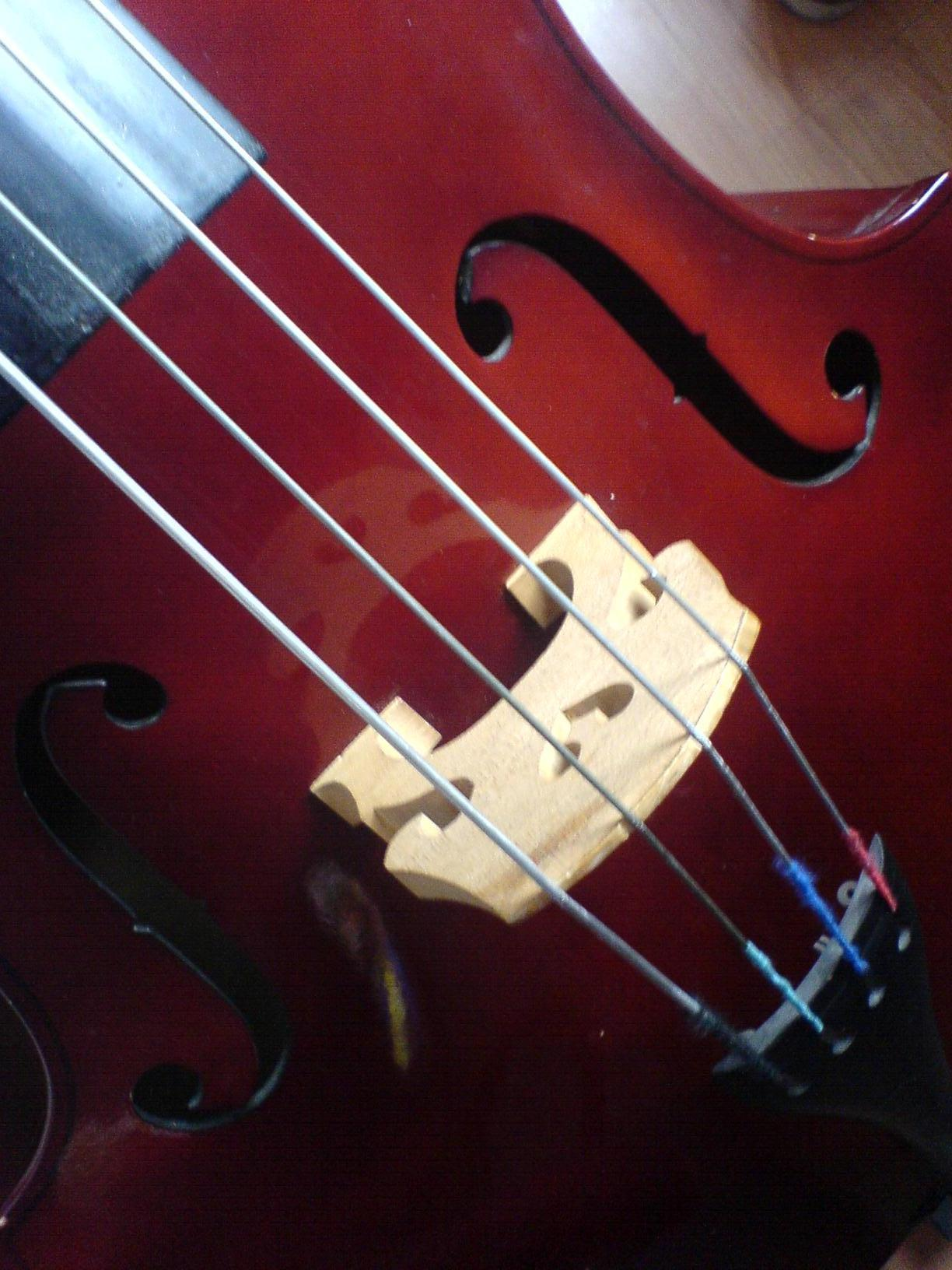
Detalle del puente y las cuerdas

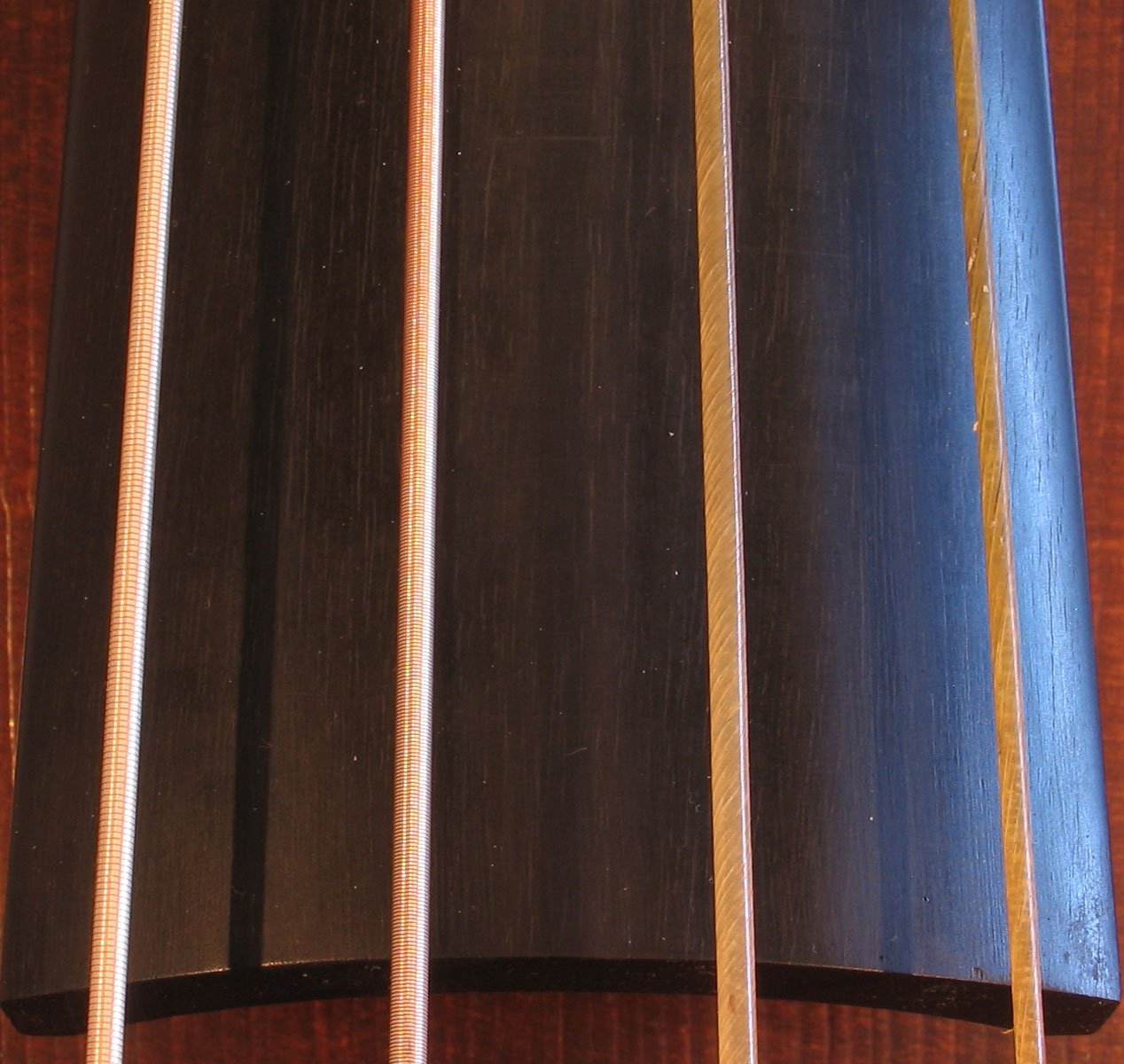
Cuerdas de tripa

La historia del contrabajo está estrechamente ligada al desarrollo de la tecnología de las cuerdas, ya que fue la llegada de las cuerdas de tripa sobreenrolladas, lo que primero hizo que el instrumento fuera más practicable en general, ya que las cuerdas enrolladas o sobreenrolladas alcanzan notas bajas dentro de un diámetro total de cuerda más pequeño que las cuerdas no enrolladas. El profesor Larry Hurst sostiene que si "no hubiera sido por la aparición de la cuerda de tripa rebobinada en la década de 1650, el contrabajo seguramente se habría extinguido". porque los grosores necesarios para las cuerdas de tripa normales hacían que las cuerdas de tono más bajo fueran casi imposibles de tocar y dificultaban el desarrollo de una interpretación fluida y rápida en el registro más bajo.
Antes del siglo XX, las cuerdas del contrabajo solían ser de catgut; sin embargo, el acero lo ha sustituido en gran medida, porque las cuerdas de acero mantienen mejor su tono y dan más volumen cuando se tocan con el arco. Las cuerdas de tripa también son más vulnerables a los cambios de humedad y temperatura, y se rompen más fácilmente que las de acero.
Hoy en día, las cuerdas de tripa son utilizadas principalmente por los bajistas que actúan en conjuntos de barroca, bandas de rockabilly, bandas de blues tradicional y bandas de música bluegrass. En algunos casos, el Mi grave y el La se enrollan en plata, para darles mayor masa. Las cuerdas de tripa proporcionan el sonido oscuro y "rugoso" que se escucha en las grabaciones de los años 40 y 50. El difunto Jeff Sarli, bajista de blues, dijo que "a partir de los años 50, empezaron a reajustar los cuellos de los bajos para ponerles cuerdas de acero"." Los bajistas de rockabilly y bluegrass también prefieren las cuerdas de tripa porque es mucho más fácil realizar el estilo de bajo vertical "slapping" (en el que las cuerdas se golpean y chasquean contra el diapasón de forma percusiva) con cuerdas de tripa que con cuerdas de acero, porque la tripa no daña tanto los dedos al puntear. Una alternativa menos costosa a las cuerdas de tripa son las de nailon; las cuerdas más altas son de nailon puro, y las más bajas son de nailon envuelto en alambre, para añadir más masa a la cuerda, ralentizando la vibración, y facilitando así los tonos más bajos.
El cambio de tripa a acero también ha afectado a la técnica de interpretación del instrumento en los últimos cien años. Las cuerdas de acero pueden colocarse más cerca del diapasón y, además, las cuerdas pueden tocarse en posiciones más altas en las cuerdas inferiores y seguir produciendo un tono claro. El método clásico de Franz Simandl del siglo XIX no utiliza la cuerda Mi grave en las posiciones más altas porque las antiguas cuerdas de tripa, colocadas en lo alto del diapasón, no podían producir un tono claro en estas posiciones más altas. Sin embargo, con las cuerdas de acero modernas, los bajistas pueden tocar con un tono claro en las posiciones más altas de las cuerdas Mi y La bajas, especialmente cuando utilizan cuerdas de acero modernas de menor calibre y tensión.

### Arcos
El arco del contrabajo tiene dos formas distintas (mostradas a continuación). El arco "francés" o "de mano" es similar en forma e implementación al arco utilizado en los otros miembros de la familia de instrumentos de cuerda orquestales, mientras que el arco "alemán" o "Butler" es típicamente más ancho y más corto, y se sostiene en una posición de "sacudida de mano" (o "sierra de arco").

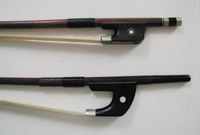
Comparación de los arcos francés (superior) y alemán

Estos dos arcos proporcionan diferentes formas de mover el brazo y distribuir la fuerza y el peso en las cuerdas. Los defensores del arco francés argumentan que es más maniobrable, debido al ángulo en el que el jugador sostiene el arco. Los defensores del arco alemán afirman que permite al jugador aplicar más peso del brazo sobre las cuerdas. Sin embargo, las diferencias entre ambos arcos son mínimas para un músico competente, y los músicos modernos de las principales orquestas utilizan ambos arcos.

#### Arco alemán

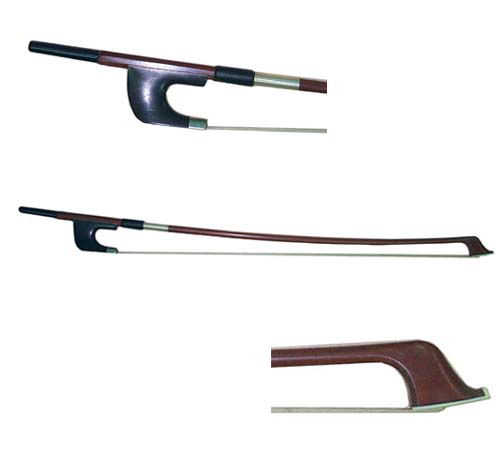
Arco de estilo alemán

El arco alemán (a veces llamado arco Butler) es el más antiguo de los dos diseños. El diseño del arco y la forma de sujetarlo descienden de la familia de instrumentos de viola más antiguos. En las violas más antiguas, antes de que los arcos tuvieran rosca para tensar el arco, los músicos sostenían el arco con dos dedos entre la baqueta y el pelo para mantener la tensión del pelo. Los defensores del uso del arco alemán afirman que éste es más fácil de usar para los golpes fuertes que requieren mucha potencia.
En comparación con el arco francés, el arco alemán tiene una rana más alta, y el jugador lo sostiene con la palma de la mano inclinada hacia arriba, como con los miembros erguidos de la familia de la viola. Cuando se sostiene de la manera tradicionalmente correcta, el pulgar aplica la fuerza necesaria para generar el sonido deseado. El dedo índice se une al arco en el punto donde la rana se une a la baqueta. El dedo índice también aplica un par de torsión hacia arriba a la rana cuando se inclina el arco. El dedo meñique sostiene la rana desde abajo, mientras que los dedos anular y corazón descansan en el espacio entre el pelo y la varilla.

#### Arco francés

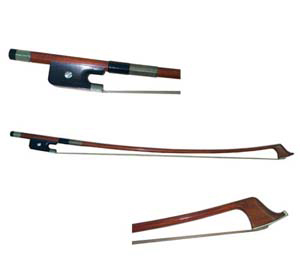
Arco francés

El arco francés no fue muy popular hasta su adopción por el virtuoso del siglo XIX Giovanni Bottesini. Este estilo es más parecido a los arcos tradicionales de los instrumentos de la familia de las cuerdas menores. Se sostiene como si la mano estuviera apoyada al lado del intérprete con la palma hacia el bajo. El pulgar se apoya en el eje del arco, junto a la rana, mientras que los otros dedos se colocan en el otro lado del arco. Varios estilos dictan la curva de los dedos y el pulgar, al igual que el estilo de la pieza; una curva más pronunciada y un agarre más ligero del arco se utilizan para piezas virtuosas o más delicadas, mientras que una curva más plana y un agarre más robusto del arco sacrifican algo de potencia para facilitar el control en golpes como el detaché, el spiccato y el staccato.

#### Construcción y materiales del arco
Los arcos de contrabajo varían en longitud, desde 60 a 75 cm. En general, un arco de contrabajo es más corto y más pesado que un arco de violonchelo. El palo de Brasil, se considera un material de excelente calidad, pero debido a su escasez y a su coste, cada vez se utilizan más otros materiales. Los arcos de estudiante baratos pueden estar construidos de plástico reforzado con fibra de vidrio sólido, lo que hace que el arco sea mucho más ligero que un arco de madera (incluso demasiado ligero para producir un buen tono, en algunos casos). Los arcos para estudiantes también pueden estar hechos de las variedades menos valiosas de madera de Brasil. La madera de serpiente y el plástico reforzado con grafito o la fibra de carbono también se utilizan en arcos de diferentes calidades. La rana del arco del contrabajo suele ser de ébano, aunque la madera de serpiente y el cuerno de búfalo son utilizados por algunos lutiers. La rana es móvil, ya que se puede tensar o aflojar con un pomo (como todos los arcos de la familia del violín). El arco se afloja al final de una sesión de práctica o de una actuación. El arco se tensa antes de tocar, hasta que alcanza la tensión preferida por el músico. La rana de un arco de calidad está decorada con incrustaciones de nácar.
Los arcos tienen una envoltura de cuero en la parte de madera del arco cerca de la rana. Junto con la envoltura de cuero, también hay una envoltura de alambre, hecha de oro o plata en los arcos de calidad. El pelo suele ser crin de caballo. Parte del mantenimiento regular de un arco es hacer que un lutier lo "recape" con crin fresca y que sustituya la envoltura de cuero y alambre. El arco del contrabajo se encuerda con crin blanca o negra, o con una combinación de ambas (conocida como "sal y pimienta"), a diferencia de la crin blanca habitual en los arcos de otros instrumentos de cuerda. Algunos bajistas sostienen que el pelo negro, ligeramente más áspero, "agarra" mejor las cuerdas más pesadas y bajas. Además, algunos bajistas y lauderos creen que es más fácil producir un sonido más suave con la variedad blanca.  El pelo rojo (castaño) también es utilizado por algunos bajistas. Algunos de los arcos para estudiantes de menor calidad y coste se fabrican con pelo sintético. El pelo sintético no tiene las diminutas "púas" que tiene la crin real, por lo que no "agarra" bien la cuerda ni acepta bien la colofonia.

#### Colofonia

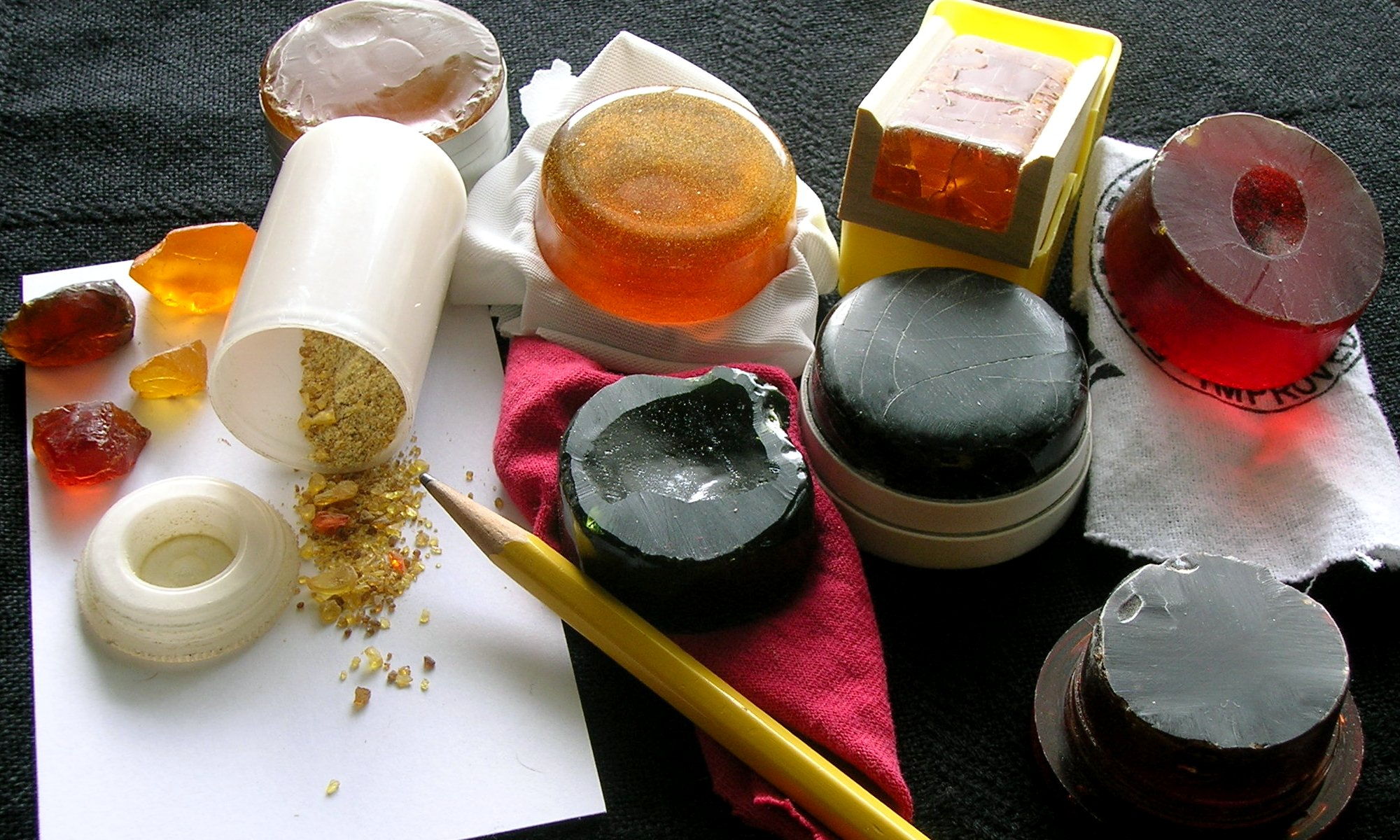
Una variedad de tipos de colofonia.

Los músicos de cuerda aplican colofonia al pelo del arco para que "agarre" la cuerda y la haga vibrar. La colofonia del contrabajo es generalmente más suave y pegajosa que la del violín para permitir que el pelo se agarre mejor a las cuerdas más gruesas, pero los músicos utilizan una gran variedad de colofonias que varían desde las más duras (como la colofonia del violín) hasta las más suaves, dependiendo del clima, la humedad y las preferencias del músico. La cantidad utilizada depende generalmente del tipo de música que se interpreta, así como de las preferencias personales del músico. Los bajistas pueden aplicar más colofonia en las obras para grandes orquestas (por ejemplo, las sinfonías de Brahms) que en las delicadas obras de cámara. Algunas marcas de colofonia, como la colofonia para contrabajo Wiedoeft o Pop, son más blandas y más propensas a derretirse cuando hace calor. Otras marcas, como la colofonia para contrabajo Carlsson o Nyman Harts, son más duras y menos propensas a fundirse.